# Eta Draconis
Eta Draconis is de op een na helderste ster in het sterrenbeeld Draak. De ster is circumpolair, wat betekent dat hij het hele jaar te zien is.